# Comuna Hîjnea, Jașkiv
Hîjnea (în ucraineană Хижня) este o comună în raionul Jașkiv, regiunea Cerkasî, Ucraina, formată din satele Hîjnea (reședința) și Odai.

## Demografie
Componența lingvistică a comunei Hîjnea
     Ucraineană (97,97%)
     Rusă (1,63%)
     Alte limbi (0,41%)
Conform recensământului din 2001, majoritatea populației comunei Hîjnea era vorbitoare de ucraineană (97,97%), existând în minoritate și vorbitori de rusă (1,63%).